# RGS5
RGS5 (англ. Regulator of G-protein signaling 5) – білок, який кодується однойменним геном, розташованим у людей на короткому плечі 1-ї хромосоми. Довжина поліпептидного ланцюга білка становить 181 амінокислот, а молекулярна маса — 20 946.
| 10         |  | 20         |  | 30         |  | 40         |  | 50         |
| ---------- |  | ---------- |  | ---------- |  | ---------- |  | ---------- |
| MCKGLAALPH |  | SCLERAKEIK |  | IKLGILLQKP |  | DSVGDLVIPY |  | NEKPEKPAKT |
| QKTSLDEALQ |  | WRDSLDKLLQ |  | NNYGLASFKS |  | FLKSEFSEEN |  | LEFWIACEDY |
| KKIKSPAKMA |  | EKAKQIYEEF |  | IQTEAPKEVN |  | IDHFTKDITM |  | KNLVEPSLSS |
| FDMAQKRIHA |  | LMEKDSLPRF |  | VRSEFYQELI |  | K          |  |            |

A: Аланін

C: Цистеїн

D: Аспарагінова кислота

E: Глутамінова кислота

F: Фенілаланін

G: Гліцин

H: Гістидин

I: Ізолейцин

K: Лізин

L: Лейцин

M: Метіонін

N: Аспарагін

P: Пролін

Q: Глутамін

R: Аргінін

S: Серин

T: Треонін

V: Валін

W: Триптофан

Кодований геном білок за функцією належить до інгібіторів трансдукції сигналу. 
Локалізований у цитоплазмі, мембрані.